# Liste der Flüsse in Kasachstan

Hydrologische Einzugsgebiete in Kasachstan

Dies ist eine Liste der Flüsse Kasachstans sortiert nach dem Einzugsgebiet.

## Arktischer Ozean(FlusssystemOb)
- Irtysch
  - Kaldschir
  - Qandyssu
  - Kökpekti
  - Kurtschum
  - Narym
  - Buchtarma
    - Aqberel
    - Aqsu
    - Chamir
    - Sarymsaqty
    - Tschernewaja
    - Turgyssyn

  - Ulba
  - Uba
  - Schar
  - Schagan
    - Aschtschissu

  - Ischim
    - Imanburlyq
    - Aqqanburlyq
    - Schabai
    - Koluton
    - Terissaqqan

  - Tobol
    - Ajat
      - Kamystyajat

    - Ubagan
    - Ui
      - Togusak

  - (Kaba)
    - Aqqaba
    - Qaraqaba
      - Arassanqaba

## Kaspisches Meer
- Ural
  - Or
  - Ilek
    - Chobda

  - Utwa
  - Tschagan

- Emba

## Aralsee
- Syrdarja
  - Arys
    - Aqsu
    - Badam

  - Keles

## Balchaschsee
- Ajagös
- Ili
  - Jessik
  - Scharyn
  - Schilik
  - Tekes
  - Össek
- Qaratal
  - Köksu
- Aqsu
- Lepsi

## Tengizsee
- Nura
  - Scherubai-Nura

## Schalkartengis
- Turgai
  - Irgis

## Asikol
- Tschüi
  - Kuragaty

## Alaköl-See
- Ürschar
- Emin He

## Weitereendorheische Becken
- Schiderti
- Großer Usen
- Kleiner Usen
- Sarysu
  - Kara-Kengir
    - Sary-Kengir
- Talas
- Assa
- Uil
- Sagis
- Aschiagar
- Bugun
- Burla
- Tokrau
- Sileti
- Bakanas
- Aschtschissu
- Uly-Schylanschyk